# Otarion

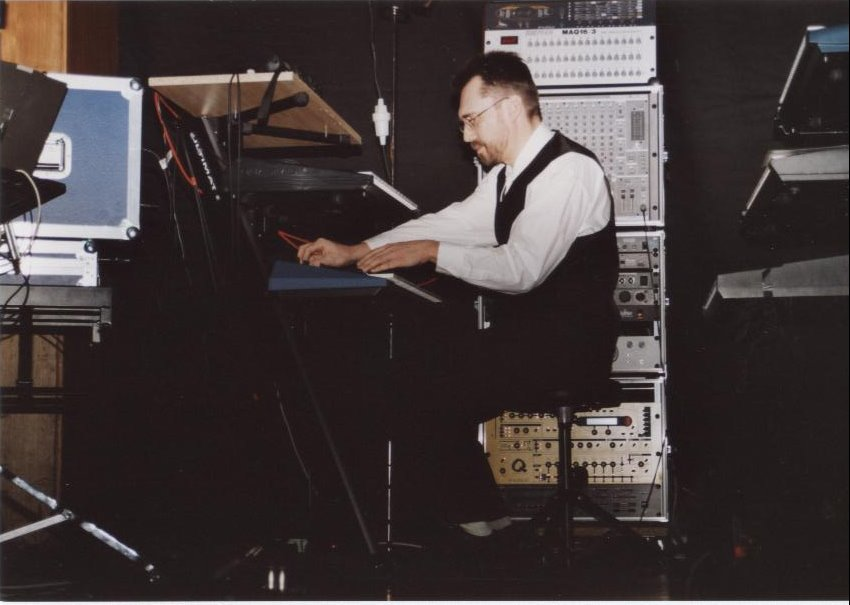
Rainer Klein

Otarion ist ein deutsches Musikprojekt aus dem Bereich Elektronischer Musik bzw. der Synthesizermusik. Dahinter verbirgt sich der Siegener Komponist Rainer Klein (* 1961).
Die ersten Aktivitäten Kleins im Bereich der Elektronischen Musik gehen bis in die 1970er Jahre zurück, wo er als Mitglied einer Schülerband Elemente der Elektronik beizusteuern versuchte. Später, nach längerer Abstinenz widmete er sich erst Anfang der 1990er Jahre wieder den Synthesizern und dem Musikmachen.
Nachdem Mitte der 1990er Jahre der damals in der EM-Szene bereits bekannte Komponist Detlef Keller auf Otarions Musik aufmerksam wurde, kam der Kontakt zu Mario Schönwälders Manikin-Label zustande, so dass 1997 auf diesem Label die erste CD (Es werde Licht) produziert wurde. In den darauffolgenden Jahren kam es nicht nur zu weiteren CD-Veröffentlichungen, sondern auch zu Live-Auftritten, unter anderem der jährlichen Veranstaltung „Klang-Raum-Wort“ zusammen mit Detlef Keller, Mario Schönwälder und Arcanum.
Der Musikstil von Otarion ist vielfältig, meist melodisch und mit Einflüssen der Berliner Schule.

## Diskografie
- Es werde Licht (1997)
- Evolution (2000)
- Creator (2002)
- Faces of the Night (2004)
- Out of Eden (2013)
- Genius (2014)
- Monument (2015)
- Constellations and the Red Thread (2016)
- Live Münster 2016, mit Moonbooter (2016)
- Decide (2017)
- Under Surface (2018)
- Extensive (2019)
- Prayer from the Deep (2020)